# Lagothrix poeppigii
La scimmia lanosa argentata o lagotrice argentata (Lagothrix poeppigii (Schinz, 1844)) è un primate platirrino della famiglia degli Atelidi.
Veniva considerata una sottospecie di Lagothrix lagotricha (L. lagotricha poeppigii): il nome scientifico è stato dedicato dal suo scopritore al naturalista tedesco E. F. Poeppig.

## Distribuzione
Vive nella zona di confine fra Brasile, Ecuador e Perù. Predilige le zone di foresta pluviale primaria indisturbata, a quote che raggiungono i 3000 m.

## Descrizione

### Dimensioni
Misura circa un metro e venti, di cui metà va ascritta alla coda, per un peso di 5-8 kg.

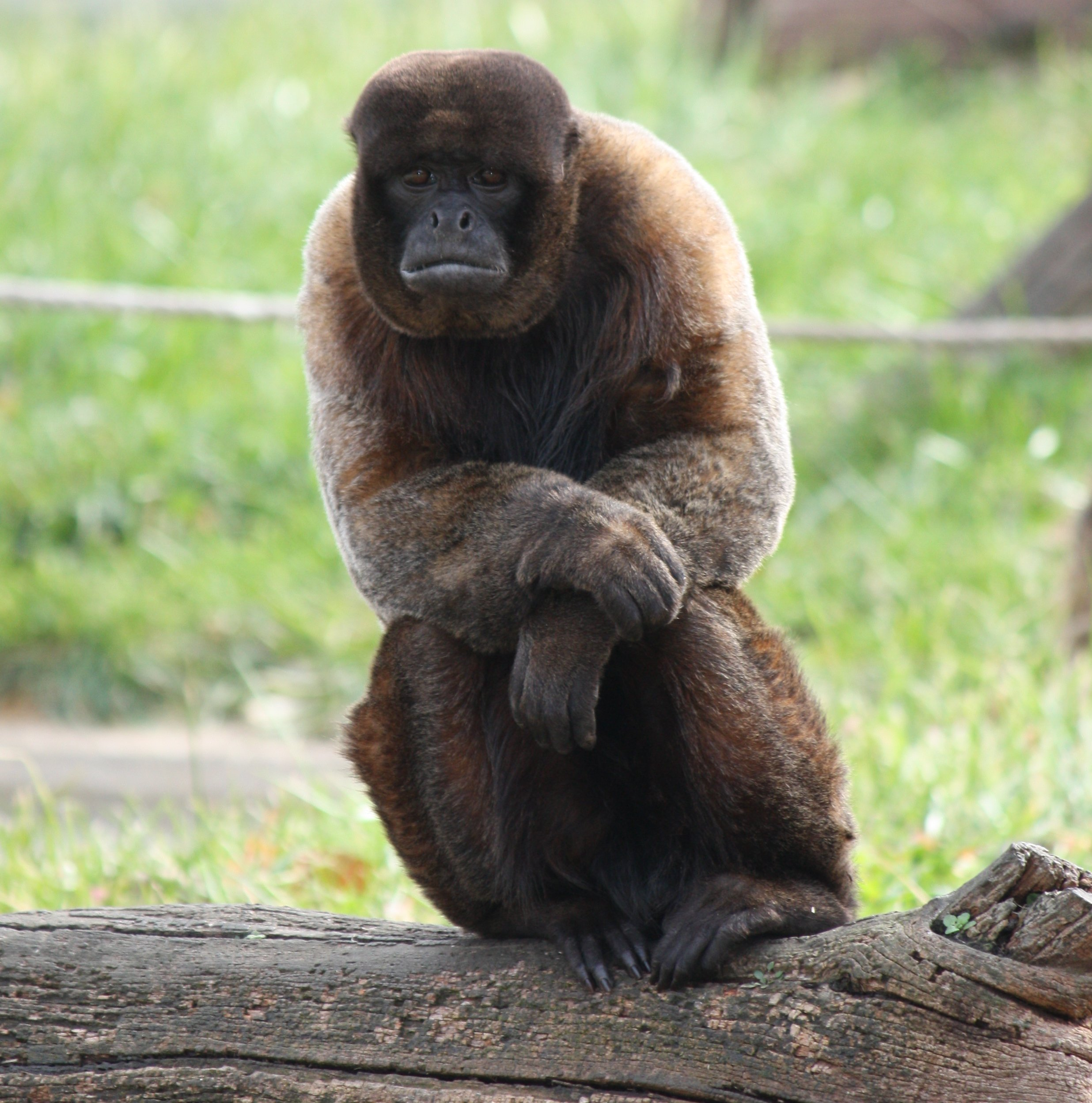

### Aspetto
A dispetto del nome comune, questo animale può avere varie colorazioni, dal bruno al rossastro al nero: prevalgono tuttavia le tinte grigie e scure. Spesso la testa e gli avambracci, ed a volte anche gli ultimi due terzi della coda, sono più scuri rispetto al resto del corpo.

La coda è lunga e molto muscolosa, larga alla radice e più stretta man mano che si procede verso la coda. Essa viene utilizzata come quinto braccio per appigliarsi ad un supporto mentre l'animale si estende in avanti per afferrare il cibo.

## Biologia
Si tratta di animali diurni ed arboricoli: vivono in gruppi che contano da 10 a 30 individui, a loro volta suddivisi in vari gruppi familiari che possono separarsi fra di loro durante il giorno, ma sempre tuttavia rimanendo nell'ambito di un territorio comune a tutto il gruppo, per poi riunirsi quando cala la sera. I maschi spesso mostrano segni d'intolleranza fra di loro.

### Alimentazione
Si nutrono prevalentemente di frutta ben matura: non disdegnano tuttavia integrare la propria dieta con foglie ed insetti, al fine di non esercitare un'eccessiva pressione sugli alberi da frutto.

Gli esemplari dominanti spesso tolgono il cibo migliore a quelli subordinati, al fine di dimostrare la propria forza.